# Moto G8
Moto G8 (стилізовано компанією Motorola як moto g8) ― це серія Android-смартфонів, розроблених Motorola Mobility, дочірньою компанією Lenovo. Це восьме покоління сімейства Moto G. G8 Play та G8 Plus були вперше випущені у жовтні 2019 року, лише через 8 місяців після попереднього покоління. Інші варіанти були випущені у березні та квітні 2020 року.

## Випуск
G8 Plus та Play були анонсовані у жовтні 2019 року та випущені у жовтні та листопаді 2019 року в Європі та Латинській Америці; також було випущено міжнародну версію. G8 Power був анонсований у лютому 2020 року, за ним відбувся G8 у березні 2020 року. G8 та G8 Power були випущені в Європі та Латинській Америці у березні та квітні 2020 року. Модель G8 Power Lite була анонсована та випущена у квітні 2020 року для Європи та Латинської Америки.

## Технічні характеристики
Деякі технічні характеристики, такі як бездротові технології та сховище, відрізнятимуться у різних регіонах.
|                                  | G8 Play                                                                                                  | G8 | G8 Plus | G8 Power Lite                                                                                 | G8 Power |
| -------------------------------- | --- | --- | --- | --------------------------------------------------------------------------------------------- | --- |
| Номер моделі                     | XT2015 XT2015-2                                                                                          | XT2045-1                                                                                              | XT2019 XT2019-2                                                                                                  | XT2055-2                                                                                      | XT2041-3 |
| Дата виходу                      | Жовтень 2019                                                                                             | Березень 2020                                                                                         | Жовтень 2019 | Квітень 2020                                                                                  | Квітень 2020 |
| Availability                     | Південна Америка, Мексика                                                                                | Південна Америка, Мексика, Європа, Японія                                                             | Південна Америка, Мексика, Європа, Індія, Японія, Близький Схід (One Vision Plus)                                | Південна Америка, Мексика, Європа, Індія, Японія                                              | Південна Америка, Мексика, Європа, Японія                                                                                 |
| Операційна система               | Android 9→Android 10                                                                                     | Android 10→Android 11                                                                                 | Android 9→Android 10                                                                                             | Android 9                                                                                     | Android 10→Android 11 |
| Розмір дисплею                   | 6,2 дюйми                                                                                                | 6,4 дюйми                                                                                             | 6,3 дюйми | 6,5 дюйма                                                                                     | 6,4 дюйми |
| Роздільна здатність дисплея      | HD+ 720 x 1520 пікселів (19:9 за 271 ppi)                                                                | HD+ 720 x 1560 пікселів (19.5:9 за 268 ppi)                                                           | FHD+ 1080 x 2280 пікселів (19:9 за 400 ppi)                                                                      | HD+ 720 x 1600 пікселів (20:9 за 269 ppi)                                                     | FHD+ 1080 x 2300 пікселів (19,2:9 за 399 ppi)                                                                             |
| Співвідношення екрану до корпусу | 80.7% | 82.2%                                                                                                 | 82.5% | 82.2%                                                                                         | 85.1% |
| Технологія дисплея               | Ємнісний сенсорний екран IPS LCD                                                                         | Ємнісний сенсорний екран IPS LCD                                                                      | Ємнісний сенсорний екран IPS LCD                                                                                 | Ємнісний сенсорний екран IPS LCD                                                              | Ємнісний сенсорний екран IPS LCD                                                                                          |
| Виріз на дисплеї                 | Маленька виїмка                                                                                          | Крихітний отвір                                                                                       | Маленька виїмка                                                                                                  | Маленька виїмка                                                                               | Крихітний отвір |
| Процесор                         | MediaTek Helio P70M (12 нм)                                                                              | Qualcomm Snapdragon 665 (11 нм)                                                                       | Qualcomm Snapdragon 665 (11 нм)                                                                                  | MediaTek Helio P35 (12 нм)                                                                    | Qualcomm Snapdragon 665 (11 нм)                                                                                           |
| ЦП                               | 4x2.1 GHz Cortex-A73 & 4x2.0 GHz Cortex-A53                                                              | 4x2,0 ГГц Kryo 260 Gold & 4x1,8 ГГц Kryo 260 Silver                                                   | 4x2,0 ГГц Kryo 260 Gold & 4x1,8 ГГц Kryo 260 Silver                                                              | 4x2,3 ГГц Cortex-A53 & 4x1,8 ГГц Cortex-A53                                                   | 4x2,0 ГГц Kryo 260 Gold & 4x1,8 ГГц Kryo 260 Silver                                                                       |
| Графіка                          | Mali-G72 MP3                                                                                             | Adreno 610                                                                                            | Adreno 610 | PowerVR GE8320                                                                                | Adreno 610 |
| ОЗП                              | 2 ГБ | 4 ГБ                                                                                                  | 4 ГБ | 4 ГБ                                                                                          | 4 ГБ |
| Сховище                          | 32 ГБ | 64 ГБ                                                                                                 | 64 ГБ | 64 ГБ                                                                                         | 64 ГБ |
| Сховище, що розширюється         | MicroSDXC до 512 ГБ                                                                                      | MicroSDXC до 512 ГБ                                                                                   | MicroSDXC до 512 ГБ                                                                                              | MicroSDXC до 256 ГБ                                                                           | MicroSDXC до 512 ГБ |
| Wi-Fi                            | Wi-Fi 802.11 b/g/n                                                                                       | Wi-Fi 802.11 b/g/n                                                                                    | Wi-Fi 802.11 a/b/g/n/ac та підтримка двох діапазонів частот                                                      | Wi-Fi 802.11 b/g/n                                                                            | Wi-Fi 802.11 b/g/n |
| Bluetooth                        | 4.2, A2DP, LE                                                                                            | 5.0, A2DP, LE                                                                                         | 5.0, A2DP, LE, aptX                                                                                              | 4.2, A2DP, LE                                                                                 | 5.0, A2DP, LE, aptX |
| NFC                              | Ні | Ні | Так (залежно від регіону)                                                                                        | Ні                                                                                            | Ні |
| GPS                              | Так | Так                                                                                                   | Так | Так                                                                                           | Так |
| Сканер відбитка пальця           | Так, заднє кріплення                                                                                     | Так, заднє кріплення                                                                                  | Так, заднє кріплення                                                                                             | Так, заднє кріплення                                                                          | Так, заднє кріплення |
| Знімки із задньої камери         | Основний ширококутний модуль камери 13 МП, додатковий надширококутний модуль 8 МП та датчик глибини 2 МП | Основний ширококутний модуль камери 16 МП, додатковий надширококутний модуль 8 МП та макрозйомка 2 МП | Основний модуль ширококутної камери 48 МП, додатковий модуль надширококутної камери 16 МП та датчик глибини 5 МП | Основний ширококутний модуль камери 16 МП, додатковий макромодуль 2 МП та датчик глибини 2 МП | Основний ширококутний модуль камери 16 МП, додатковий ультраширококутний модуль 8 МП, телемодуль 8 МП та макрозйомка 2 МП |
| Відео із задньої камери          | 1080p@30fps                                                                                              | 4K@30fps чи 1080p@60fps                                                                               | 4K@30fps чи 1080p@30/60/120fps                                                                                   | 1080p@30fps                                                                                   | 4K@30fps чи 1080p@30/60fps                                                                                                |
| Задній спалах                    | LED | LED                                                                                                   | LED | LED                                                                                           | LED |
| Фронтальна камера                | 8 МП | 8 МП                                                                                                  | 25 МП | 8 МП                                                                                          | 16 МП |
| Аудіо                            | Монофонічний динамік та аудіороз'єм 3,5 мм                                                               | Монофонічний динамік та аудіороз'єм 3,5 мм                                                            | Стереодинаміки та аудіороз'єм 3,5 мм                                                                             | Монофонічний динамік та аудіороз'єм 3,5 мм                                                    | Стереодинаміки та аудіороз'єм 3,5 мм                                                                                      |
| Акумулятор                       | 4,000 мА·год, незнімний, Li-Po                                                                           | 4,000 мА·год, незнімний, Li-Po                                                                        | | 5,000 мА·год, незнімний, Li-Po                                                                | 5,000 мА·год, незнімний, Li-Po                                                                                            |
| Заряджання                       | USB-C, 10 Вт                                                                                             | USB-C, 10 Вт                                                                                          | USB-C, 15 Вт TurboPower                                                                                          | microUSB, 10 Вт                                                                               | USB-C, 15 Вт TurboPower                                                                                                   |
| Швидкість обміну даними USB      | USB 2.0                                                                                                  | USB 2.0                                                                                               | USB 2.0 | USB 2.0                                                                                       | USB 2.0 |
| Розміри                          | 157,6 x 75,4 x 9 мм                                                                                      | 161,3 x 75,8 x 9 мм                                                                                   | 158,4 x 75,8 x 9,1 мм                                                                                            | 164,9 x 75,8 x 9,2 мм                                                                         | 156 x 75,8 x 9,6 мм |
| Вага                             | 184 г | 188 г                                                                                                 | 188 г | 200 г                                                                                         | 197 г |
| Кольори (псевдоніми)             | Пурпурово-червоний, чорний онікс                                                                         | Біла призма, блакитний капрі                                                                          | Кристально-рожевий, космічний синій                                                                              | Арктичний синій, Королівський синій                                                           | Чорний димчастий, блакитний капрі                                                                                         |

## Зустріч

### G8 Plus
G8 Plus був зустрінутий критиками від змішаних до позитивних відгуків. The Verge поставив йому оцінку 8/10, похваливши час автономної роботи та повсякденну продуктивність, серед іншого, розкритикувавши відсутність бездротової зарядки, водонепроникність, Android 10 та продуктивність камери.  Android Authority поставив йому оцінку 6,8/10, позитивно описуючи зручність використання, екшн-камеру та якість збірки, розкритикувавши продуктивність та якість зображення камери.  TechRadar поставив йому оцінку 3,5/5. 